# 12 mars aux Jeux paralympiques d'hiver de 2014
Pour un article plus général, voir Jeux paralympiques d'hiver de 2014.
Le 12 mars aux Jeux paralympiques d'hiver de 2014 est le cinquième jour de compétition.

## Programme
| Heure UTC+4 (Sotchi)                          |               |
| bleu                                          | Cérémonie     |
| neutre                                        | Épreuve       |
| or                                            | Finale        |
| orange                                        | Petite finale |
| rose                                          | Reporté       |
| gris                                          | Annulé        |
| Compétition masculine                         | Hommes        |
| Compétition féminine                          | Femmes        |
| Compétition mixte (hommes et femmes mélangés) | Mixte         |
| Compétition en couple (1 homme et 1 femme)    | Couple        |
| modifier                                      |               |

L'heure indiquée est celle de Sotchi, pour l'heure Française il faut enlever 3 heures.
| Horaire | Discipline Spécialité | Discipline Spécialité              | Discipline Spécialité | Phase                               | Résultats                                                    | Références |
| 09:00   |                       | Ski alpin Slalom malvoyants        |                       | 1re manche                          | -                                                            |            |
| 09:15   |                       | Ski alpin Slalom debout            |                       | 1re manche                          | -                                                            |            |
| 09:30   |                       | Curling                            |                       | Phase préliminaire 9e session       | 4-11                                                         |            |
| 09:30   |                       | Curling                            |                       | Phase préliminaire 9e session       | 10-4                                                         |            |
| 09:30   |                       | Curling                            |                       | Phase préliminaire 9e session       | 10-2                                                         |            |
| 09:30   |                       | Curling                            |                       | Phase préliminaire 9e session       | 11-2                                                         |            |
| 09:40   |                       | Ski alpin Slalom assis             |                       | 1re manche                          | -                                                            |            |
| 10:00   |                       | Ski de fond 1 km sprint assis      |                       | Manche de qualification             | -                                                            |            |
| 10:20   |                       | Ski de fond 1 km sprint assis      |                       | Manche de qualification             | -                                                            |            |
| 10:37   |                       | Ski de fond 1 km sprint debout     |                       | Manche de qualification             | -                                                            |            |
| 10:57   |                       | Ski de fond 1 km sprint debout     |                       | Manche de qualification             | -                                                            |            |
| 11:16   |                       | Ski de fond 1 km sprint malvoyants |                       | Manche de qualification             | -                                                            |            |
| 11:28   |                       | Ski de fond 1 km sprint malvoyants |                       | Manche de qualification             | -                                                            |            |
| 12:00   |                       | Ski alpin Slalom malvoyants        |                       | 2e manche                           | Aleksandra Frantceva · Jade Etherington · Henrieta Farkasova | [ 1 ]      |
| 12:10   |                       | Ski alpin Slalom debout            |                       | 2e manche                           | Andrea Rothfuss · Inga Medvedeva · Petra Smarzova            | [ 1 ]      |
| 12:30   |                       | Ski alpin Slalom assis             |                       | 2e manche                           | Anna Schaffelhuber · Anna-Lena Forster · Kimberly Joines     | [ 1 ]      |
| 12:30   |                       | Ski de fond 1 km sprint assis      |                       | Demi-finales                        | -                                                            |            |
| 12:40   |                       | Ski de fond 1 km sprint assis      |                       | Demi-finales                        | -                                                            |            |
| 12:51   |                       | Ski de fond 1 km sprint debout     |                       | Demi-finales                        | -                                                            |            |
| 13:01   |                       | Ski de fond 1 km sprint debout     |                       | Demi-finales                        | -                                                            |            |
| 13:12   |                       | Ski de fond 1 km sprint malvoyants |                       | Demi-finales                        | -                                                            |            |
| 13:22   |                       | Ski de fond 1 km sprint malvoyants |                       | Demi-finales                        | -                                                            |            |
| 13:48   |                       | Ski de fond 1 km sprint assis      |                       | Finale                              | Roman Petushkov · Grigory Murygin · Maksym Yarovyi           | [ 2 ]      |
| 13:57   |                       | Ski de fond 1 km sprint assis      |                       | Finale                              | Mariann Marthinsen · Tatyana McFadden · Marta Zaynullina     | [ 2 ]      |
| 14:06   |                       | Ski de fond 1 km sprint debout     |                       | Finale                              | Kirill Mikhaylov · Rushan Minnegulov · Vladislav Lekomtcev   | [ 2 ]      |
| 14:15   |                       | Ski de fond 1 km sprint debout     |                       | Finale                              | Anna Milenina · Yuliia Batenkova-Bauman · Alena Kaoufman     | [ 2 ]      |
| 14:24   |                       | Ski de fond 1 km sprint malvoyants |                       | Finale                              | Brian Mckeever · Zebastian Modin · Oleg Ponomarev            | [ 2 ]      |
| 14:33   |                       | Ski de fond 1 km sprint malvoyants |                       | Finale                              | Mikhalina Lyssova · Elena Remizova · Oksana Shyshkova        | [ 2 ]      |
| 15:30   |                       | Curling                            |                       | Phase préliminaire 10e session      | 3-8                                                          |            |
| 15:30   |                       | Curling                            |                       | Phase préliminaire 10e session      | 8-2                                                          |            |
| 15:30   |                       | Curling                            |                       | Phase préliminaire 10e session      | 5-6                                                          |            |
| 16:00   |                       | Hockey sur luge                    |                       | Manche de classement (places 5 à 8) | 3-2                                                          |            |
| 20:00   |                       | Hockey sur luge                    |                       | Manche de classement (places 5 à 8) | 2-0                                                          |            |

### Médailles du jour
| Rang  | Nation          | Or | Argent | Bronze | Total |
| ----- | --------------- | -- | ------ | ------ | ----- |
| 1     | Russie          | 5  | 4      | 4      | 13    |
| 2     | Allemagne       | 2  | 1      | 0      | 3     |
| 3     | Canada          | 1  | 0      | 1      | 2     |
| 4     | Norvège         | 1  | 0      | 0      | 1     |
| 5     | Ukraine         | 0  | 1      | 2      | 3     |
| 6     | États-Unis      | 0  | 1      | 0      | 0     |
| =     | Grande-Bretagne | 0  | 1      | 0      | 1     |
| =     | Suède           | 0  | 1      | 0      | 1     |
| 9     | Slovaquie       | 0  | 0      | 2      | 2     |
| Total | Total           | 9  | 9      | 9      | 27    |